# مطار البحر الأحمر الدولي
مطار البحر الأحمر الدولي (إياتا: RSI، إيكاو: OERS) هو مطار دولي في منطقة تبوك افتُتح في سبتمبر 2023 مخصص لخدمة مشروع البحر الأحمر على ساحل البحر الأحمر. صمم المطار فوستر آند بارتنرز ومن المتوقع أن يخدم مليون مسافر في عام 2030.

## الخلفية
سيكون مشروع البحر الأحمر على ساحل البحر الأحمر منطقة خاصة ولا تحتاج إلى تأشيرة دخول، ويعد بمثابة وجهة سياحية فاخرة، ستعمل على استحداث معايير جديدة للتنمية المستدامة ووضع السعودية في مكانة مرموقة على خريطة السياحة العالمية.

## التصميم والبناء
يتمتع المطار بتصميم مستدام صديق للبيئة يحاكي جمال المناظر الطبيعية المحيطة بموقعه ويجسد رؤية مشروع البحر الأحمر«، ويعكس هذا التصميم أهداف التنمية المستدامة التي وضعتها شركة البحر الأحمر للتطوير منذ الإعلان عن إطلاق المشروع. المطار يستمد تصميمه من ألوان الصحراء، من أجل» منح الزوار شعوراً بالراحة، والإحساس بالرفاهية منذ لحظة عبورهم بوابة المطار وحتى لحظة وصولهم إلى مشروع البحر الأحمر.
المطار صمم من قبل شركة «فوستر وشركاه». وفاز تحالف مؤلف من شركتين سعوديتين بعقد تطوير البنية التحتية للملاحة الجوية في مطار مشروع البحر الأحمر الدولي. ستقوم كل من شركتي (نسما وشركاهم للمقاولات المحدودة والمباني العامة للمقاولات) بتصميم وتطوير «مدرج F» الرئيس الذي يصل طوله إلى (3700 متر) و «مدرج B» المخصص للطائرات المائية ومرابط الطائرات العمودية (الهيليكوبتر) والممرات الرئيسة والرابطة بالإضافة إلى أعمال الرصف وتأمين المساعدة الملاحية اللازمة للطيران والإضاءة الأرضية للمدرج وغيرها من الطرق والمرافق الأخرى المرتبطة بذلك.
سيكون المطار قادرا على خدمة الطائرات المائية البرمائية.

## التاريخ
أجريت اختبارات الطيران الأولى في المطار في 20 و21 يوليو 2022. بدأت الرحلات الجوية في 21 سبتمبر 2023 برحلة للخطوط من مطار الملك خالد الدولي أسبوعيا يومي الخميس والسبت.
استقبل مطار البحر الأحمر الدولي أول رحلة دولية له من مطار دبي الدولي عبر فلاي دبي في 18 أبريل 2024.

## الخطوط الجوية والوجهات
| شركـات طيـران   | الوجهات                                              |
| --------------- | ---------------------------------------------------- |
| فلاي دبي        | مطار دبي الدولي                                      |
| الخطوط السعودية | مطار الملك عبد العزيز الدولي، مطار الملك خالد الدولي |
| طيران ناس       | مطار الملك فهد الدولي                                |